# 柊茂
柊 茂（ひいらぎ しげる）は、和久峻三の推理小説「赤かぶ検事シリーズ」に登場する架空の検察官。赤かぶ検事（あかかぶけんじ）の愛称で知られる。

## 人物像
岐阜地方検察庁高山支部に勤務する叩き上げの検察官 。痩せ細って背が高く、名古屋出身のため、常に「おみゃあさんよお…」といった名古屋弁をまくし立てる。一人称は「わし」。初登場は1975年発表の短編『疑わしきは罰せよ』。「赤かぶ検事」の愛称の由来は同作で語られている。
それによると、柊検事は、ある刑事事件の公判中、法廷にて弁護士衣笠智子との激論の真っ最中に、好物の赤かぶの漬物の袋詰めを興奮した弾みで床に撒き散らしてしまい、その様子に法廷中の皆が笑い転げた。この一件以来誰彼ともなく柊検事は「赤かぶ検事」と呼ばれるようになったという。
その後、山口地方検察庁下関支部（萩支部も兼任）、長野地方検察庁松本支部（諏訪支部・飯田支部も兼任）、京都地方検察庁と転勤を繰り返している。
2男1女の父親で、娘の葉子は地元の名古屋で弁護士をしている。息子は高校生と中学生。息子の片方はのちに“けん玉名人判事補”柊正雄となる。

## 演じた俳優
- フランキー堺 - 「赤かぶ検事奮戦記」（朝日放送）
- 橋爪功 - 「新・赤かぶ検事奮戦記」（朝日放送）
- 中村梅雀 - 「赤かぶ検事奮戦記」（TBS）
  - 京都地検に転勤したという設定のリメイク作品